# MP4-spelare

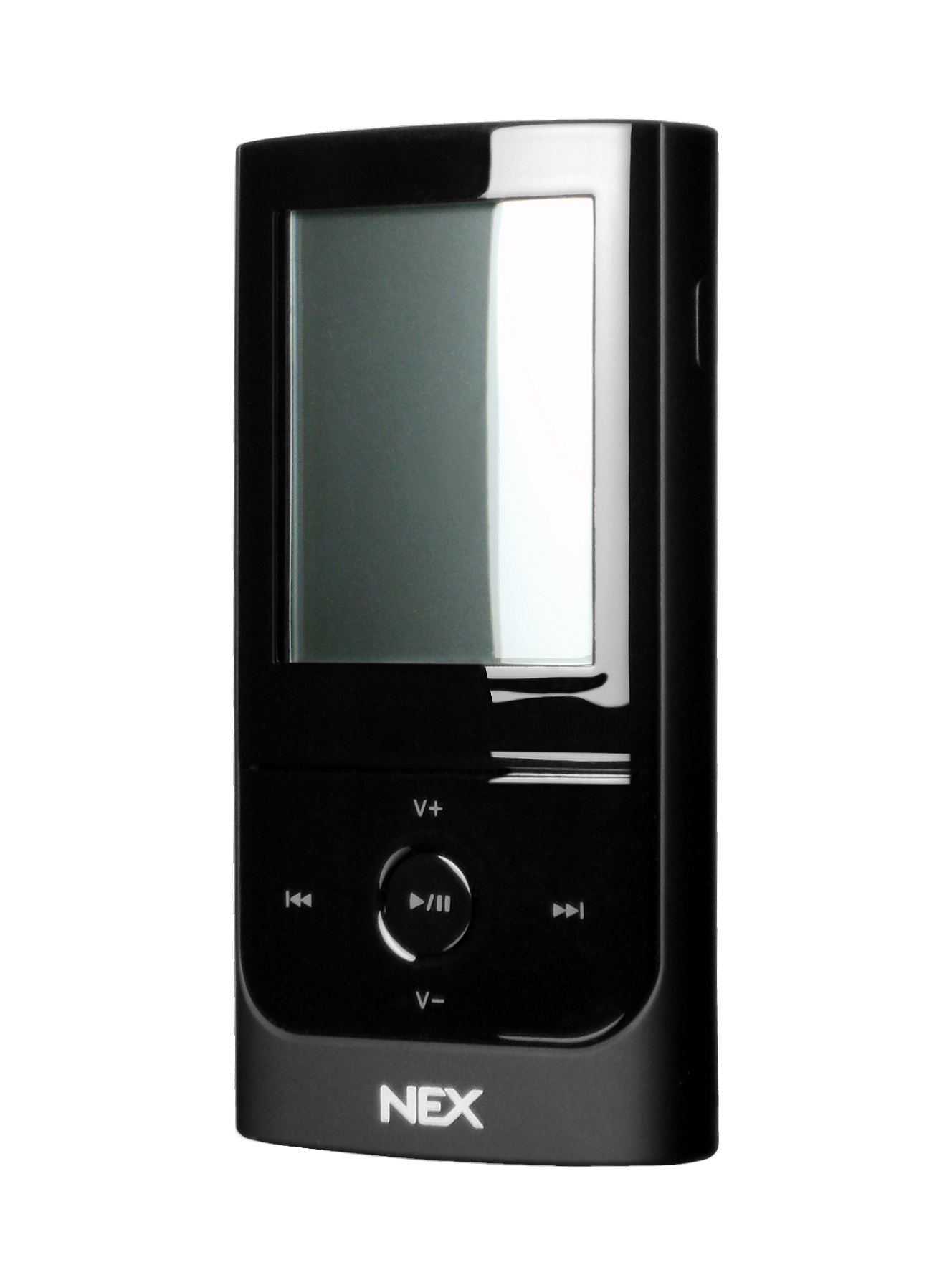
MP4-spelare.

MP4-spelare är en marknadsföringsterm för de spelare som har utökad funktionalitet jämfört med en MP3-spelare. De kan förutom musik visa bilder och video.
Beteckningen är oegentlig eftersom många "MP4-spelare" inte är kompatibla med filformatet MP4, med den fullständiga beteckningen MPEG-4 Part 14. Det korrekta samlingsnamnet för dessa är (portabla/bärbara) mediaspelare.